# 오류동 (서울)
오류동(梧柳洞)은 대한민국 서울특별시 구로구에 위치한 법정동이다.

## 개요
오류동의 지명 유래는 예전에 오동나무와 버드나무가 많이 심어져 ‘오류골’이라 불리었던데서 유래한다. 예전 오류동은 인천에서 한양에 이르는 길의 중간쯤에 위치해 있어서 사람들의 발길이 잦았고 국영 숙박시설이라 할 원(院)을 비롯해 사람들이 먹고 잘 수 있는 주막거리가 형성되었다. 넉살 좋은 여자를 두고 “오류동 주모냐?”라는 말이 쓰일 정도였다고 한다. 1898년 경인철도가 개통되고 여행객이 급감하면서 주막거리가 쇠퇴하였다.
오류1동은 남쪽으로 경인선 철로를 경계로 오류2동과 인접하여 있고, 동으로는 개봉1동, 서로는 수궁동과 인접하여 있으며 3개동의 지리적 위치관계상 상업중심지 역할을 하고 있다. 유동 인구가 많으며 자연부락 및 아파트, 주상복합 등이 혼재된 취락구조가 형성된 곳으로 오류시장 재건축, 소방도로 개설과 오류동역 광장 공원조성 등으로 동 환경수준이 향상시키려는 노력이 전개되고 있다.

## 행정 구역
오류제1동은 법정동 오류동의 일부를 관할한다. 오류제2동은 법정동 오류동 일부, 천왕동을 관할 구역으로한다.
| 법정동 | 행정동    |
| ------ | --------- |
| 오류동 | 오류제1동 |
| 오류동 | 오류제2동 |
| 천왕동 |           |

## 교육
- 서울오류초등학교
- 서울오류남초등학교
- 오남중학교
- 덕일전자공업고등학교

## 교통
- 수도권 전철 1호선 오류동역
- 서울 지하철 7호선 천왕역

## 같이 보기
- 대한민국의 행정 구역